# Кемайоран (аеропорт)
Аеропорт Кемайоран (IATA: KMO, ICAO: WIID) — це колишній аеропорт, був головним летовищем столиці Індонезії — міста Джакарта, з 8 липня 1940 до 31 березня 1985, коли він був замінений міжнародним аеропортом Сукарно-Хатта.